# 赵匡 (东汉)
趙匡（？—34年）。荊州南陽郡人，东汉初期武将，政治人物。

## 生平
| 姓名           | 趙匡                        |
| 時代           | 东汉時代                    |
| 生卒年         | 生年不詳 - 34年（建武十年） |
| 字・別号       | 〔不詳〕                    |
| 本貫・出身地等 | 荊州南陽郡                  |
| 職官           | 右扶風〔後漢〕              |
| 爵位・号等     | -                           |
| 陣营・所属等   | 光武帝→公孫述               |
| 家族・一族     | 〔不詳〕                    |

建武三年（27年）四月，征西大将軍馮異攻打割据关中的延岑。当時关中飢饉，馮異軍士兵都用果实充饥。光武帝下詔任命趙匡为右扶風，援送给馮異軍兵粮。馮異軍高呼万岁、乘勢击败关中的割据的呂鮪。
建武四年（28年），蜀（成家）帝公孫述部将程焉（程烏）率数万兵助呂鮪駐屯陳倉。馮異和趙匡迎击，程焉敗走。
趙匡後投靠公孫述。建武9年（33年）隗囂死去，子隗純继任、公孫述派遣趙匡、田弇率軍救援。光武帝派来歙迎战，馮異行天水太守事也与趙匡作战。趙匡和馮異交战一年有余，建武十年（34年）夏，趙匡在天水郡被馮異打敗，被斬。馮異在战争最後，在军中病卒。趙匡叛逆的理由和時间史书记载不明。《後漢書》馮異传注引《東观漢記》，馮異被任命为行天水太守事时，光武帝下賜璽書「聞吏士精鋭，水火不避，購賞之賜，必不令将軍負丹青，失断金」。